# جبريل ساندوفال
جبريل ساندوفال (بالإسبانية: Gabriel Sandoval)‏ (13 مارس 1984 في تشيلي - ) هو لاعب كرة قدم تشيلي في مركز الوسط. لعب مع يونيون إسبانيولا وهواتشيباتو وسان ماركوس دي أريكا ‏.

## وصلات خارجية
- جبريل ساندوفال على موقع قاعدة بيانات كرة القدم.إي يو (الإنجليزية)
- جبريل ساندوفال على موقع Soccerway.com (الإنجليزية)
- جبريل ساندوفال على موقع AS.com (الإسبانية)